# Soöruz
Soöruz est une marque française de produits destinés aux sports de glisse. Elle a été créée en 1999 par Yann Dalibot et Matthieu Barat. Son siège social est situé à La Rochelle, en France. En 2006, Soöruz inaugure son premier magasin à La Rochelle.
Soöruz est chaque année présente sur le salon du Grand Pavois à La Rochelle.
De 2005 à 2016, Soöruz était le principal partenaire du Lacanau Pro, la marque détenait le naming de la compétition.
En 2021, la marque présente de nouvelles combinaisons de surf écologiques conçues avec de la poudre de coquilles d'huitres plutôt qu'une base de pétrole, et annonce son intention de commercialiser les droits de conception aux autres marques leaders sur ce marché.